# Чон Мон Джун
Чон Мон Джун (кор. 정몽준, загальноприйнята латинська транскрипція — Chung Mong-joon; 17 жовтня 1951, Пусан) — південнокорейський промисловець, бізнесмен і політик Республіки Корея. Є почесним віце-президентом ФІФА і екс-президентом Корейської футбольної асоціації.
Він є шостим сином засновника конгломерату «Hyundai» Чон Чжу-йона. Він також є власником контрольного пакета акцій в «Hyundai Heavy Industries Group», другого за величиною корейського чеболя і однієї з найбільших корпорацій в світі. Мільярдер, у рейтингу журналу Forbes у 2015 році стан оцінюється в $1,14 млрд.
Чон Монджун є випускником Сеульського національного університету, Массачусетського технологічного інституту, і університету Джона Гопкінса, де він здобув ступінь доктора філософії. Він також є головою Ульсанського університету і Ульсанського  коледжу в Ульсані.
У молодості займався спортом, він завоював срібну медаль у національному конкурсі з кінних стрибків у 1976 році і зайняв четверте місце в корейському лижному чемпіонаті по пересіченій місцевості.
Крім того, є членом Національних зборів Республіки Корея. У 1988 році, Чон Монджун отримав місце у парламенті й нині триває сьомий депутатський термін.
17 серпня 2015 року офіційно подав заявку на наступні вибори президента ФІФА у лютому 2016 року Проте 8 жовтня 2015 року отримав від ФІФА заборону футбольної діяльності протягом шести років і не зміг взяти участь у виборах.